# Eggebæk Kirke
Eggebæk Kirke er beliggende ved udkanten af Eggebæk mod Langsted og tæt på Trenen i Sydslesvig i den nordtyske delstat Slesvig-Holsten. Kirken er viet til Apostlen Peter. Den er sognekirke i Eggebæk Sogn.
Eggebæk Kirke er opført omkring 1200 som en enskibet, senromansk kirke af dels tilhugne og dels utilhugne kampesten. Våbenhuse mod nord og syd er fra 1745 og 1911. I 1898 fik kirken sit nuværende tårn. Før var der et klokkehus af træ. Kirken skal have stor lighed med kirken i Breklum. Af kirkens interiør kan bl.a. nævnes den senromanske døbefont fra omkring 1250 af gotlandsk kalksten. Det gotiske korbuekrucifiks stammer fra 1300-tallet. Både den tredelte altertavle fra 1608 og prædikestolen er i senrenæssancestil og tilskrives Hinrik Ringerinks værksted i Flensborg. Altertavlens midterfelt forestiller nadveren, sidefelterne viser korsfæstelen og opstandelsen. Pulpituret med flere bibelske billedskildringer er fra 1700-tallet. Der er sengotiske træfigurer af Sankt Dioysius og Madonna i kirkerummet.
Kirkesproget i sognet var i årene før 1864 blandet dansk-tysk. Menigheden hører i dag under den nordtyske lutherske kirke.